# Salem Poor

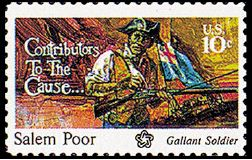
Briefmarke des USPS, 1975 (Contributors to the Cause)

Salem Poor (* 1758 in Province of Massachusetts Bay, damals eine Kolonie des Königreichs Großbritannien, heute Massachusetts, Vereinigte Staaten von Amerika; † 1802 in Boston) war ein afroamerikanischer Soldat, der für seine Tapferkeit in der Schlacht von Bunker Hill ausgezeichnet wurde.
Poor wurde als Sklave geboren und hatte sich 1769 für 27 Pfund freigekauft. Er heiratete sehr früh und lebte in Andover (Massachusetts). 1775 trat er der Massachusetts militia (Miliz) bei. In der Schlacht von Bunker Hill am 17. Juni 1775 tat er sich durch ausgezeichnete Leistungen hervor. Sein Beitrag war so außergewöhnlich, dass er mit folgenden Worten in einer Petition an die Regierung von Massachusetts erwähnt wurde, die von 14 seiner Offiziere unterzeichnet war: „Ein Neger namens Salem Poor aus Oberst Fryes Regiment, Hauptmann Ames’ Kompanie, verhielt sich kürzlich in der Schlacht von Bunker Hill wie ein erfahrener Offizier und exzellenter Soldat. Es wäre zu weitschweifig, seinen heroischen Beitrag detaillierter zu schildern. Uns bleibt nur zu sagen, dass sich in der Person des besagten Negers die Essenz eines tapferen und ritterlichen Soldaten findet.“
Es wird ihm nachgesagt, er hätte James Abercrombie junior mit einem Musketenschuss tödlich verwundet.
Am 10. Juli 1775 entschied George Washington, die Rekrutierung von Afroamerikanern zu stoppen; am 12. November desselben Jahres gab er Befehle aus, die Schwarzen verboten, in der Kontinentalarmee zu dienen. Trotz des Ausschlusses bei der Rekrutierung war bis zu diesem Zeitpunkt denen, die schon einige Zeit gedient hatten, erlaubt worden, zu bleiben. Der britische Gouverneur von Virginia, Lord Dunmore, bot am 7. November postwendend all jenen Schwarzen die Freiheit an, die bereit wären, für die British Army zu kämpfen. Tausende Schwarze kämpften auf Seiten der Briten.
Washington, der selbst Sklaven gehalten hatte, änderte sofort seine Position und befahl allen Rekrutierern, jeden Schwarzen aufzunehmen, der kämpfen wollte. Poor wurde wieder aufgenommen und diente mit den Patrioten bis 1776. Er war vermutlich am Winterlager 1777–78 in Valley Forge beteiligt und kämpfte in der Schlacht von White Plains.
Poor heiratete noch zweimal und starb 1802 in Boston.
Salem Poor wurde 1975 mit einer Briefmarke in der Contributors-to-the-Cause-Serie anlässlich der 200-Jahr-Feier der USA geehrt.